# Tom Wandell
Tom Wandell (* 29. Januar 1987 in Södertälje) ist ein ehemaliger schwedischer Eishockeyspieler, der im Verlauf seiner aktiven Karriere zwischen 2003 und 2022 unter anderem 229 Spiele für die Dallas Stars in der National Hockey League (NHL) auf der Position des Centers bestritten hat. Darüber hinaus absolvierte Wandell über 300 weitere Partien in der Elitserien bzw. Svenska Hockeyligan (SHL) sowie annähernd 200 Begegnungen in der Kontinentalen Hockey-Liga (KHL).

## Karriere
Wandell begann seine Karriere im Alter von 15 Jahren in der Nachwuchsabteilung des schwedischen Elitserien-Klubs Södertälje SK. Zunächst bei den U18-Junioren, später dann in der U20-Mannschaft. Dort absolvierte er nach mehreren durchwachsenen Jahren in der Spielzeit 2005/06 sein bestes Jahr mit 39 Scorerpunkten in 41 Partien für das U20-Team. Zuvor war er bereits im NHL Entry Draft 2005 in der fünften Runde an 146. Stelle von den Dallas Stars ausgewählt worden, obwohl er große Teile des Spieljahres 2004/05 wegen eines Kreuzbandrisses ausgefallen war. Im Verlauf der Saison 2005/06 kam Wandell auch erstmals für die Seniorenmannschaft in der Elitserien zum Einsatz und bestritt sechs Partien, in denen ihm jedoch keine Punkte gelangen. Nach dem Abstieg des Teams in die zweitklassige HockeyAllsvenskan verließ der gelernte Center den Klub und wechselte zur Saison 2006/07 in die finnische SM-liiga zu Ässät Pori, die mit den Dallas Stars in Kooperation standen. Dort bestritt der Stürmer 50 von 56 möglichen Partien, konnte aber trotz seiner zwölf Scorerpunkte – darunter sechs Tore – nicht verhindern, dass Pori die Spielzeit als Vorletzter der Liga beendete.

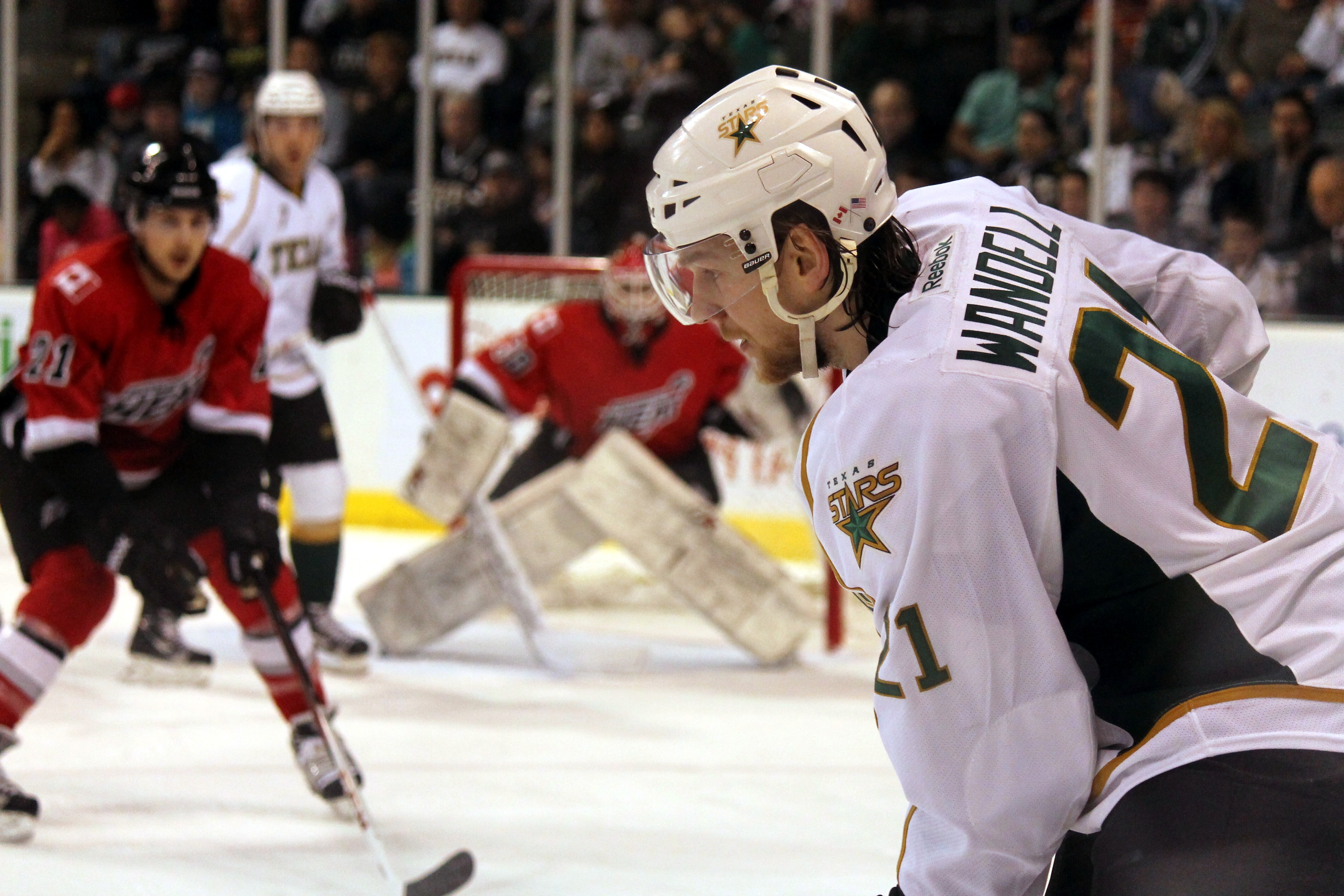
Wandell (rechts) im Trikot der Texas Stars (2013)

Zur Spielzeit 2007/08 machten die Dallas Stars von ihrem Recht Gebrauch und holten den Schweden nach Nordamerika, nachdem sie ihn im Mai 2007 zur Unterschrift unter einen Dreijahresvertrag gebracht hatten. Im Verlauf der Saison setzten sie den 20-jährigen hauptsächlich in ihrem Farmteam, die Iowa Stars, in der American Hockey League ein. Neben 53 Spielen für die Iowa Stars, in denen er noch große Anpassungsschwierigkeiten an die nordamerikanische Spielweise offenbarte, kam Wandell auch in drei Partien bei den Idaho Steelheads aus der ECHL zum Einsatz. Während er in den drei ECHL-Begegnungen drei Tore erzielen konnte, lief es in der AHL weniger gut, wo ihm nur 19 Punkte gelangen. Da die Probleme des Stürmers auch dem Management und Trainerstab der Dallas Stars nicht verborgen geblieben waren, entschieden sie sich im Sommer 2008 dazu Wandell zurück in seine Heimat zu schicken. Sie liehen ihn an Timrå IK aus der Elitserien aus. Nachdem er dort mit 24 Punkten in den ersten 28 Spielen einen guten Start in die Saison hatte und die Dallas Stars sowohl mit Verletzungssorgen als auch einem schwachen Start in die NHL-Spielzeit zu kämpfen hatten, holten sie Wandell in einem eher ungewöhnlichen Schritt am 5. Dezember 2008 von Europa zurück nach Nordamerika. Fünf Tage später gab er gegen die Phoenix Coyotes sein Debüt in der National Hockey League und erzielte am 12. Dezember gegen die Detroit Red Wings sein erstes Tor. Nach vier Spielen für Dallas wurde er am 17. Dezember wieder zurück nach Timrå geschickt.
Aufgrund des NHL-Lockouts spielte Wandell zwischen Oktober und Dezember 2012 für Sewerstal Tscherepowez in der Kontinentalen Hockey-Liga (KHL). Anschließend kehrte er zu den Dallas Stars zurück, wurde aber in der Folge auch in der AHL bei den Texas Stars eingesetzt. Da sein Vertrag nach der Saison 2012/13 auslief, verließ er den Verein und wurde vom HK Spartak Moskau aus der KHL verpflichtet. Nach der Spielzeit 2013/14 zog sich Spartak vom KHL-Spielbetrieb zurück und Wandell wechselte innerhalb der Liga zum HK Awangard Omsk. Es folgte der Wechsel zu Admiral Wladiwostok im Dezember 2014 im Tausch für Felix Schütz. Im Juni 2015 war Wandell erneut Teil eines Tauschgeschäfts, das insgesamt zwölf Spieler und zwei Transferrechte umfasste, und wurde an Amur Chabarowsk abgegeben. Zur Saison 2016/17 kehrte er in sein Heimatland zurück, nachdem er im Mai 2016 einen Zweijahresvertrag bei Örebro HK aus der Svenska Hockeyligan unterzeichnet hatte. Im Januar 2018 wurde sein Vertrag um drei Jahre verlängert. Der Vertrag wurde jedoch im Sommer 2019 vorzeitig aufgelöst und der Stürmer wechselte zum Ligakonkurrenten Djurgårdens IF. Dort verbrachte Wandell zwei Spielzeiten, erhielt über den Sommer 2021 hinaus keinen neuen Vertrag. Erst im Februar 2022 fand er in Brynäs IF einen neuen Arbeitgeber, für den er allerdings nur eine Partie bestritt. Anschließend beendete der 35-Jährige seine aktive Karriere.

### International
Auf internationaler Ebene vertrat Wandell sein Heimatland bei der U18-Junioren-Weltmeisterschaft 2004 im belarussischen Minsk. Dort erreichte er mit dem schwedischen Nationalteam nach einem dritten Platz in der Vorrunde und einer anschließenden Viertelfinalniederlage lediglich den fünften Platz im Abschlussklassement. In sechs Turnierspielen blieb er dabei tor- und punktlos, erhielt jedoch vier Strafminuten.

## Karrierestatistik

### International
Vertrat Schweden bei:
- U18-Junioren-Weltmeisterschaft 2004

(Legende zur Spielerstatistik: Sp oder GP = absolvierte Spiele; T oder G = erzielte Tore; V oder A = erzielte Assists; Pkt oder Pts = erzielte Scorerpunkte; SM oder PIM = erhaltene Strafminuten; +/− = Plus/Minus-Bilanz; PP = erzielte Überzahltore; SH = erzielte Unterzahltore; GW = erzielte Siegtore; 1 Play-downs/Relegation; Kursiv: Statistik nicht vollständig)